# Carla Caramel
Carla Caramel ist ein kooperatives Kinder- und Würfelspiel der österreichischen Spieleautorin Sara Zarian. Das Spiel ist für einen bis sechs Mitspieler konzipiert und erschien 2022 bei dem französischen Verlag Loki. 2023 wurde es neben den Spielen Gigamon und Mysterium Kids für das Kinderspiel des Jahres nominiert.

## Hintergrund und Ausstattung
In dem Spiel Carla Caramel handelt es sich um ein kooperatives Spiel, bei dem die Mitspieler in der Rolle der Eisverkäuferin Carla Caramel Speiseeis möglichst schnell an in der Warteschlange stehende Kinder verteilen müssen.
Das Spielmaterial besteht neben der Spielanleitung aus einem Eisstand, der aus der Spieleschachtel gebaut wird, fünf beidseitig bedruckte Kinderkarten, sechs Eistüten, 24 Eiskugeln, einem Bestellwürfel, einer Sonne und einer Münze. Die grafische Gestaltung stammt von der Illustratorin Apolline Etienne.

## Spielweise
Das Spiel wird mit bis zu sechs  Spielern gespielt. Zu Beginn wird der Eisstand aufgebaut und die Eiskugeln kommen farblich sortiert in die dafür vorgesehenen Eisfächer. Die Kinderkarten werden mit der Warteseite nach oben in einer Warteschlange neben dem Eisstand ausgelegt. Vor dem Eisstand werden die sechs Eistüten nebeneinander abgelegt, die Sonne wird auf dem Eisstand platziert. Die Münze und der Würfel werden bereitgelegt.
Das Spiel beginnt mit einem Startspieler und wird danach reihum im Uhrzeigersinn gespielt. Der jeweils aktive Spieler nimmt den Bestellwürfel und kann mit diesem entweder eine der vier Eissorten, die Sonne oder ein Kind würfeln. Würfelt der Mitspieler eine Eissorte, kann er sich eine Eiskugel in der entsprechenden Farbe vom Eisstand nehmen und auf eine der Eistüten legen. Dabei darf auf keiner Eistüte mehr als eine Kugel einer Farbe abgelegt werden und in jede Tüte passen maximal drei Eiskugeln. Kann ein Spieler die gewürfelte Eissorte nicht mehr in einer Eistüte platziert werden, wird die Münze geworfen und je nach Seite, auf die sie fällt, wird entweder die Sonnenaktion oder die Kinderaktion durchgeführt. Würfelt der Spieler ein Kind, darf er eine volle Eistüte an eines der Kinder geben und die entsprechende Karte umdrehen; dieses Kind ist damit versorgt und schleckt sein Eis. Wird die Sonne gewürfelt, rückt der entsprechende Aufsteller auf dem Eisstand um ein Feld vorwärts. Befindet sich die Sonne in einer Linie mit einer vollständig gefüllten Eistüte, schmilzt das Eis und die Eistüte wird entsprechend umgedreht.
Das Spiel endet, wenn alle Kinder mit Eis versorgt sind oder zwei Eistüten durch die Sonne geschmolzen wurden. Im ersten Fall gewinnen die Spieler gemeinsam, im zweiten verlieren sie die Runde.

## Ausgaben und Rezeption
Das Spiel erschien 2022 bei dem französischen Spieleverlag Loki in einer mehrsprachigen Version auf Französisch, Englisch, Deutsch, Niederländisch, Italienisch und Spanisch.
2023 wurde es in der deutschen Version neben den Spielen Gigamon und Mysterium Kids für das Kinderspiel des Jahres nominiert, wobei sich Mysterium Kids durchsetzen konnte.

## Belege
1. 1 2 3 4 5 6  
Offizielle Spielregeln für Carla Caramel, Loki 2022
2. ↑  
Versionen von Carla Caramel in der Datenbank BoardGameGeek; abgerufen am 16. Juli 2023.
3. ↑  Carla Caramel auf der Website des Spiel des Jahres e.V.; abgerufen am 16. Juli 2023.